# Nässjö kommun
Nässjö kommun er en kommune i Jönköpings län i Sverige.
Kommunen ligger i det smålandske højland.  Det højeste punkt er Tomtabacken, med sine 377 meter over havets overflade.

## Historie
Inden for kommunens område blev der ved kommunalforordningens ikrafttræden den 1. januar 1863 dannet en række kommuner.  Ved kommunalreformen i 1952 blev disse slået sammen til storkommunerne: Malmbäck (af Almesåkra og Malmbäck), Forserum (af Barkeryd og Forserum), Solberga (af Flisby og Norra Solberga), Norra Sandsjö (af Bringetofta og Norra Sandsjö, hvorfra i 1930 köpingen Bodafors var blevet udskilt) og Nässjö (af Nässjö landkommune og Nässjö købstad som i 1881 havde dannet et municipalfællesskab hvorfra Nässjö købstad i 1914 blev udskilt og landkommunen dannet).

## Byområder
Der er elleve byområder i Nässjö kommun.
I tabellen vises byområderne i størrelsesorden pr. 31. december 2005.  Hovedbyen er markeret med fed skrift. 
| #  | Byområde    | Befolkning |
| -- | ----------- | ---------- |
| 1  | Nässjö      | 16.463     |
| 2  | Bodafors    | 1.982      |
| 2  | Forserum    | 1.982      |
| 4  | Malmbäck    | 1.016      |
| 5  | Anneberg    | 874        |
| 6  | Solberga    | 419        |
| 7  | Grimstorp   | 385        |
| 8  | Fredriksdal | 318        |
| 9  | Äng         | 301        |
| 10 | Flisby      | 215        |
| 11 | Stensjön    | 208        |

57°39′00″N 14°41′00″Ø / 57.65°N 14.683333333333°Ø